# ファイバーチャネル

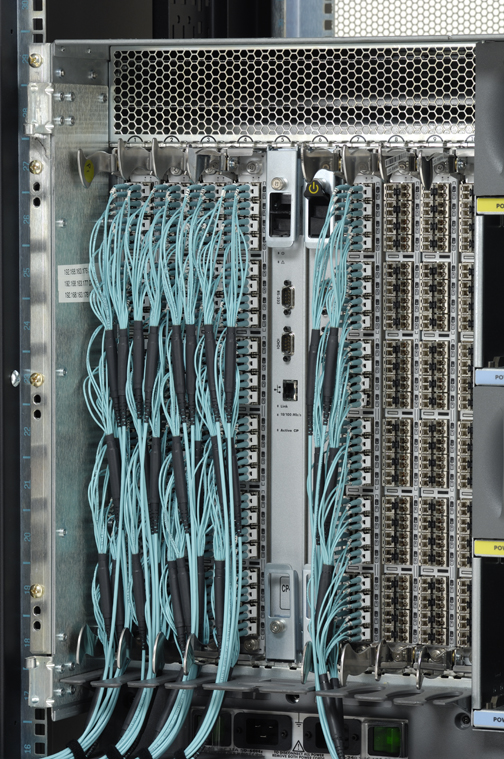
ファイバーチャネルスイッチの一例。水色のケーブルは光ファイバー

ファイバーチャネル（英: Fibre Channel、略称：FC）はギガビット級ネットワーク技術の一種であり、主にストレージエリアネットワーク (SAN) の構成要素としてデータセンターで使用されている。情報技術規格国際委員会（INCITS, 米国国家規格協会：ANSIが信任した委員会）のT11技術委員会が標準化した。接続には主に光ファイバーを使用し、長区間(最大100 km)かつ高速(最大128Gb/s)な伝送を実現する。種々の上位プロトコルがサポートされているが、主にSCSIコマンドがネットワーク上でやり取りされる。メインフレームではFICONが利用される場合もある。

## 歴史
ファイバーチャネルはIPI (Intelligent Peripheral Interface)プロトコルの拡張プロジェクトの一部として検討が始まり、1988年にANSI X3T9によりプロジェクトとして承認、1994年には規格が承認された。スループットは下記の通り1 Gb/s (1GFC)から始まり世代毎に2倍になってきた。
| 名称           | Line Rate (GBaud) | Line Coding        | 公称スループット (MByte/sec) | 発売日 |
| -------------- | ----------------- | ------------------ | ---------------------------- | ------ |
| 133 Mbit/s     | 0.1328125         | 8b10b              | 12.5                         | 1993   |
| 266 Mbit/s     | 0.265625          | 8b10b              | 25                           | 1994   |
| 533 Mbit/s     | 0.53125           | 8b10b              | 50                           | ?      |
| 1GFC           | 1.0625            | 8b10b              | 100                          | 1997   |
| 2GFC           | 2.125             | 8b10b              | 200                          | 2001   |
| 4GFC           | 4.25              | 8b10b              | 400                          | 2004   |
| 8GFC           | 8.5               | 8b10b              | 800                          | 2005   |
| 10GFC          | 10.51875          | 64b66b             | 1,200                        | 2008   |
| 16GFC          | 14.025            | 64b66b             | 1,600                        | 2011   |
| 32GFC "Gen 6"  | 28.05             | 256b257b           | 3,200                        | 2016   |
| 64GFC "Gen 7"  | 28.9              | 256b257b (FC-FS-5) | 6,400                        | 2019   |
| 128GFC "Gen 6" | 28.05 ×4          | 256b257b           | 12,800                       | 2016   |
| 256GFC "Gen 7" | 28.9 ×4           | 256b257b           | 25,600                       | 2019   |
| 128GFC "Gen 8" | 56.1              | 256b257b           | 12,800                       | 2023   |

| 名称    | Line Rate (GBaud) | スループット (MByte/sec) | 発売日      |
| ------- | ----------------- | ------------------------ | ----------- |
| 10GFC   | 10.52             | 2,400                    | 2009        |
| 20GFC   | 21.04             | 4,800                    | 2008        |
| 128GFCp | 28.05 x4          | 25,600                   | 2016        |
| 256GFCp | 56.10 x4          | 51,200                   | 2019 (予定) |

## 接続形態

ファイバーチャネルの接続形態

3つの主要なトポロジー（接続形態）がある。
ポイント・ツー・ポイント (FC-P2P)
ふたつの機器が相互に接続される。最も単純なトポロジー。
調停ループ (FC-AL)
全ての機器がループ状に接続される。高価なスイッチなしで複数の機器を接続できるが、帯域を共有するためパフォーマンス(バンド幅)に制限がある。またループから機器を取り外したり接続する場合、ループ全体が使えなくなる。機器のひとつが故障するとループ全体の通信ができなくなる。
ファブリック (FC-SW)
全ての機器をファイバーチャネル・スイッチに接続する。拡張性やパフォーマンスに優れる。
| 項目               | P2P            | 調停ループ                   | ファブリック                     |
| ------------------ | -------------- | ---------------------------- | -------------------------------- |
| 最大ポート数       | 2              | 127                          | ~16777216 (2^24)                 |
| 最大バンド幅       | 2×リンクレート | 2×リンクレート               | (ポート数)×リンクレート          |
| ポート障害の影響   | リンク障害     | ループ障害                   | スイッチおよびポートリンク障害   |
| メンテナンスの影響 | リンクダウン   | ループ全体ダウンの可能性あり | スイッチおよびポートリンクダウン |
| 可能なリンクレート | 全て           | 全て(ただし全体が同じレート) | 全て(レートの混在可)             |

## プロトコル

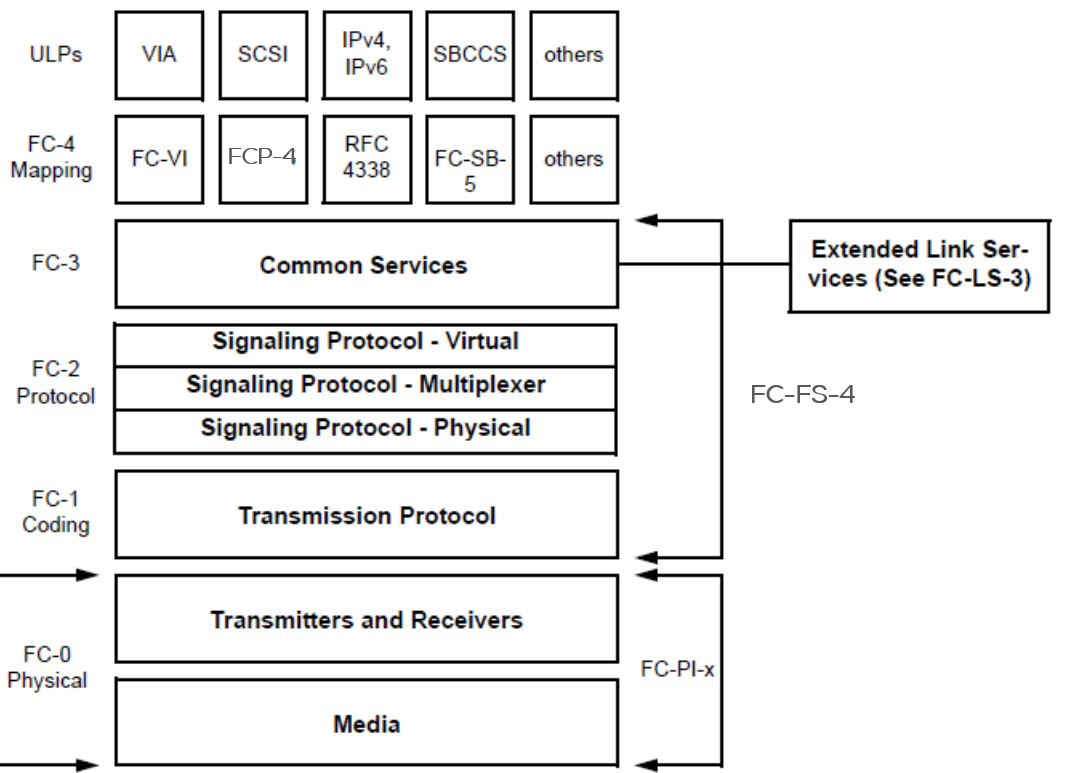
ファイバーチャネルのプロトコル階層

ファイバーチャネルは階層化されたプロトコルを持つ。以下の5層から構成される。
FC0
物理層。ケーブル、光ファイバー、コネクタやスループットなどを規定。
FC1
データ符号化・復号の方法を規定。8b/10b及び64b/66b符号化方式を採用。
FC2
データの最小単位であるフレームの組み立て方やデータ転送の制御方法を規定。
FC3
共通サービス層。暗号化やRAIDなどの拡張機能を規定。
FC4
プロトコル変換層。FC0-FC3を下記のような上位プロトコルにマッピングするルールを規定。特にSCSIに変換されたものをファイバー・チャネル・プロトコルと呼ぶ。
・Small Computer System Interface (SCSI)
・Intelligent Peripheral Interface (IPI)
・High Performance Parallel Interface (HIPPI) Framing Protocol
・Internet Protocol (IP)
・ATM Adaptation Layer for computer data (AAL5)
・Link Encapsulation (FC-LE)
・Single Byte Command Code Set Mapping (SBCCS)
・IEEE 802.2
・FICON - メインフレーム向け
FC0、FC1、FC2は総称してFC-PH（ファイバーチャネル物理層）とも呼ばれる。

## 光伝送媒体

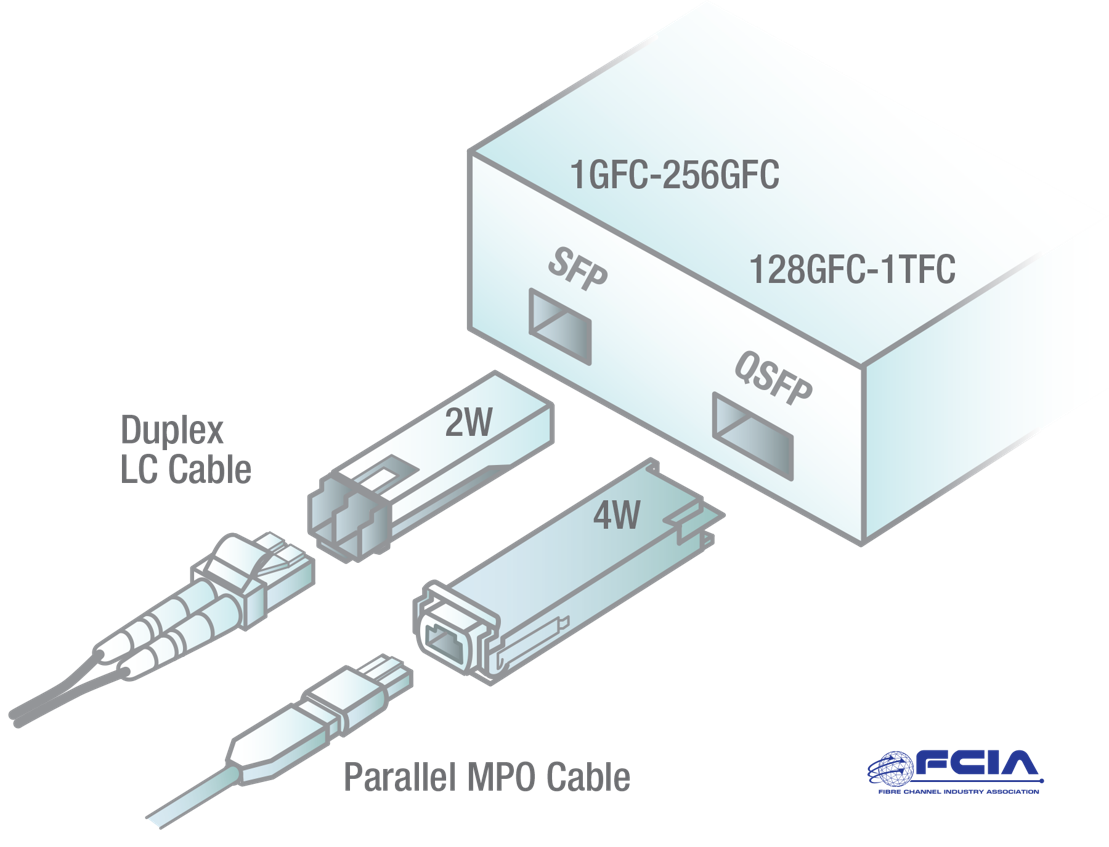
SFPとLCコネクター。128GFCではQSFP28モジュールとMPOコネクターも利用される

ポートのフォームファクターはSFP (Small Form-factor Pluggable transceiver)及びそれを拡張したSFP+が主流である。128GFCではQSFP (Quad Small Form-factor Pluggable)が用いられる事もある(右図)。SFPモジュールはレシーバー・ポート(RX)とトランスミッター・ポート(TX)があり、これらで一つの光インターフェースを構成している。SFP/SFP+にはShort Wavelength Laser(SWL)、Long Wavelength Laser (LWL)及びExtended distanceがあり、最大の伝送距離はそれぞれ550 m、10 km、70-100 kmまでとなっているが、下記の通りケーブルのカテゴリとスループットの組み合わせにもよって異なるので注意する。
| カテゴリ | モード                     | コア直径 (um) | 波長 (nm) | バンド幅 (MHz) | 色       |
| -------- | -------------------------- | ------------- | --------- | -------------- | -------- |
| OM1      | マルチモード               | 62.5          | 850/1300  | 200            | オレンジ |
| OM2      | マルチモード               | 50            | 850/1300  | 500            | オレンジ |
| OM3      | マルチモード               | 50            | 850/1300  | 2000           | 水色     |
| OM4      | マルチモード               | 50            | 850/1300  | 4700           | 水色     |
| OM5      | ワイドバンド・マルチモード | 50            | 850 - 953 | 4700 -2470     | 黄緑     |
| OS1      | シングルモード             | 9             | 1310/1550 | NA             | 黄色     |

|        | OM1 | OM2 | OM3       | OM4       |
| ------ | --- | --- | --------- | --------- |
| 1 GFC  | 300 | 500 | 860       | NA        |
| 2 GFC  | 150 | 300 | 500       | NA        |
| 4 GFC  | 70  | 150 | 380       | 400       |
| 8 GFC  | 21  | 50  | 150       | 190       |
| 10 GFC | 33  | 82  | Up to 300 | Up to 400 |
| 16 GFC | 15  | 35  | 100       | 125       |
| 25 GFC | NA  | 20  | 70        | 100       |
| 32 GFC | NA  | 20  | 70        | 100       |

## スイッチ
ファイバーチャネルスイッチは2つに分類される。この分類は標準ではなくメーカーに依るものである。ブロケード（含むMcDATA、CNT）、シスコシステムズは両方を販売している。QLogicはファブリックスイッチを販売している。
ダイレクタースイッチ
一般にポート数が多く、コントローラーが二重化されていたり一箇所が故障しても動作し続ける (no single-point-of-failure) 高可用性が特徴。
ファブリックスイッチ
一般にシンプルで冗長でないスイッチ

## ホストバスアダプタ

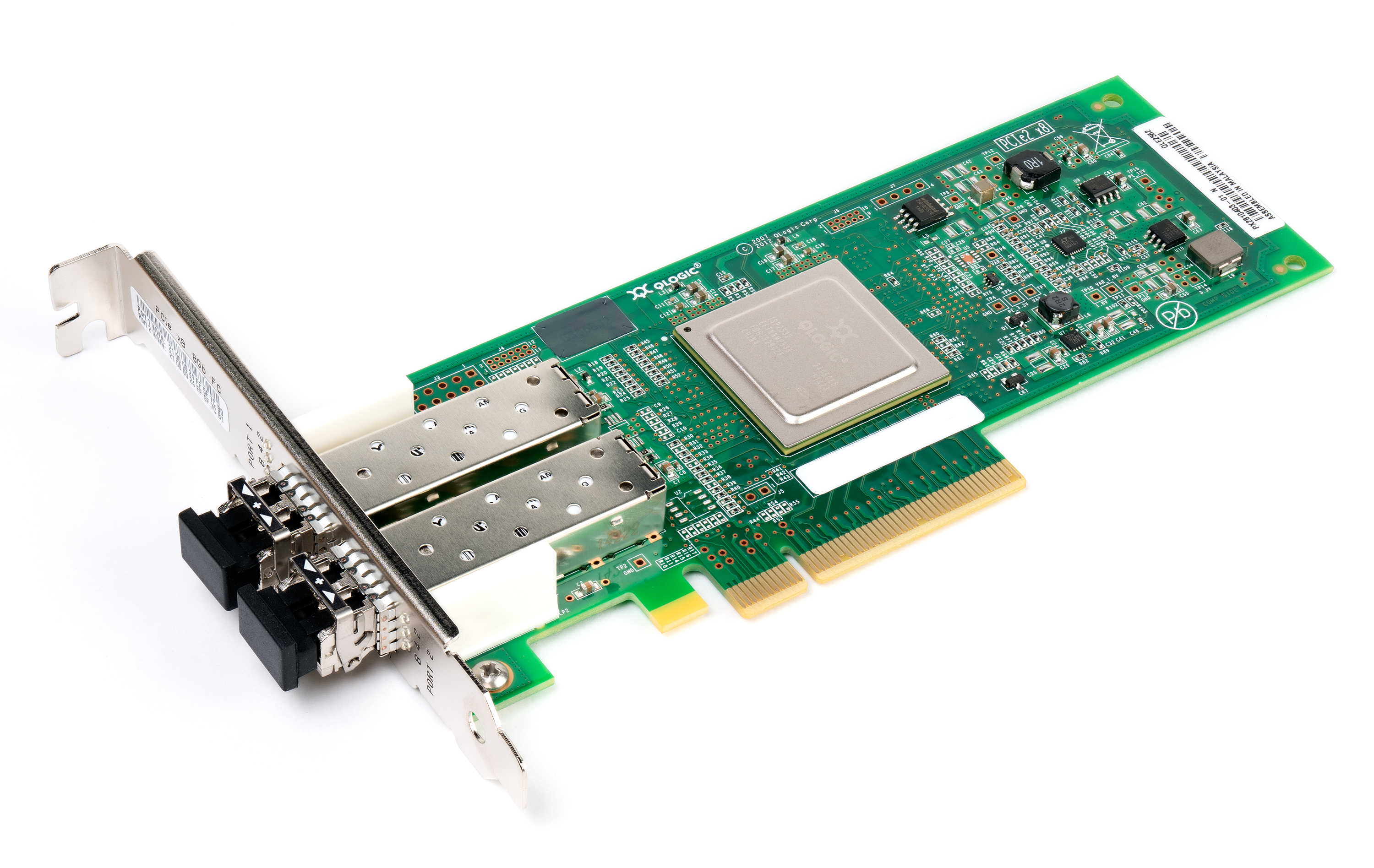
ファイバーチャネルアダプタ (デュアルポート)

ホストバスアダプタ(HBA = コンピュータ用コントローラカード)は様々なシステム、バスに用意されている。PCI Expressが主要なバスであり、ホストやコンピューターのPCI Expressに当該ボードを刺すことでファイバーネットワークへの参加が可能となる。

## RFC
- RFC 4369 - Internet Fibre Channel Protocol (iFCP) のための管理オブジェクト定義
- RFC 4044 - ファイバーチャネル管理MIB
- RFC 3723 - Securing Block Storage Protocols over IP
- RFC 2837 - ファイバーチャネル標準におけるファブリック要素のための管理オブジェクト定義
- RFC 4338 - ファイバーチャネル上のIPv4、IPv6およびARP
- RFC 4625 ファイバーチャネル・ルーティング情報MIB
- RFC 4626 ファイバーチャネルのFSPF (Fabric Shortest Path First) ルーティングプロトコルのためのMIB